# Permetrina
La permetrina es una sustancia química sintética que se utiliza mundialmente como insecticida y acaricida, así como repelente de insectos y piojos.

## Farmacodinamia
Pertenece a la familia de compuestos denominados piretroides cuyo mecanismo de acción es la neurotoxicidad por prolongación de la activación de los canales de sodio causando una despolarización sostenida. No surte efectos sobre las neuronas de mamíferos ni aves, por lo que tiene poca toxicidad en mamíferos, con la excepción de gatos, para los que la permetrina resulta mortal, y reacciones de hipersensibilidad.

## Indicaciones
En humanos, la permetrina se utiliza para erradicar parásitos como los piojos o ladillas y los causantes de la escabiosis. Hay permetrina de calidad farmacéutica ofrecida comercialmente por corporaciones químicas. También es ampliamente utilizado por los organismos que trabajan en las zonas forestales.

## Contraindicaciones
La permetrina es tóxica para los gatos, afectando al sistema nervioso central y el hígado de los mismos y causándoles graves alteraciones e incluso la muerte, por lo que en ningún caso se debe usar productos con este principio activo en gatos, ni debe permitirse que los gatos entren en contacto con otros animales que hayan sido recientemente tratados con permetrina.

## Reacciones adversas
Como insecticida en ciertas plantaciones ha estado implicado en debates debido a que mata insectos indiscriminadamente, sin diferenciar entre parásitos de sembradíos y otros insectos, e incluso vida acuática.
Se ha aislado residuos de permetrina en la leche materna en madres residentes de regiones en control de malaria de Sudáfrica, aunque sus efectos sobre lactantes aún son desconocidos.